# 普渡制药
普渡制药（英語：Purdue Pharma）是一家美国制药公司。公司得名于创始人之一的约翰·普渡·格雷（John Purdue Gray），在被賽克勒家族持有后主要生产镇痛类产品奥施康定 (OxyContin)。该公司和普渡大学无任何关系。

## 历史
1892年成立于纽约市曼哈顿，1952年出售给赛克勒三兄弟亚瑟·M·赛克勒，莫蒂默·赛克勒和雷蒙德·赛克勒。之后总部迁往康涅狄格州斯坦福。
1996年研发出镇痛类产品奥施康定，因为广告营销受到广泛关注。但之后也不断接到其产品导致患者药物成瘾甚至死亡的指控。2019年9月15日根据美国破产法在纽约州申请破产，诉讼已累计2600多起。

## 延伸阅读
- Barry Meier. . Random House. 2018. ISBN 978-0525511106.